# Principado de Neuchâtel
O Principado de Neuchâtel e Valengin (em francês:  Principauté de Neuchâtel et Valengin, em alemão:  Fürstentum Neuenburg und Valengin), foi um antigo estado pertencente ao Sacro Império Romano Germânico que corresponde, em termos gerais, ao atual cantão de Neuchâtel, na Suíça.

## História

### Formação e crises dinásticas
As origens do Principado remontam à época do rei Rodolfo III da Borgonha. Em 1011 fala-se da construção de um ”novo castelo“ (em latim: novum castellum, donde surgiria o nome francês) situado no topo de um colina frente ao lago. Ao falecer, sem herdeiros, em 1032, Neuchâtel é mencionado como uma das suas possessões que o imperador Conrado II acaba por incorporar no Sacro Império Romano-Germânico.

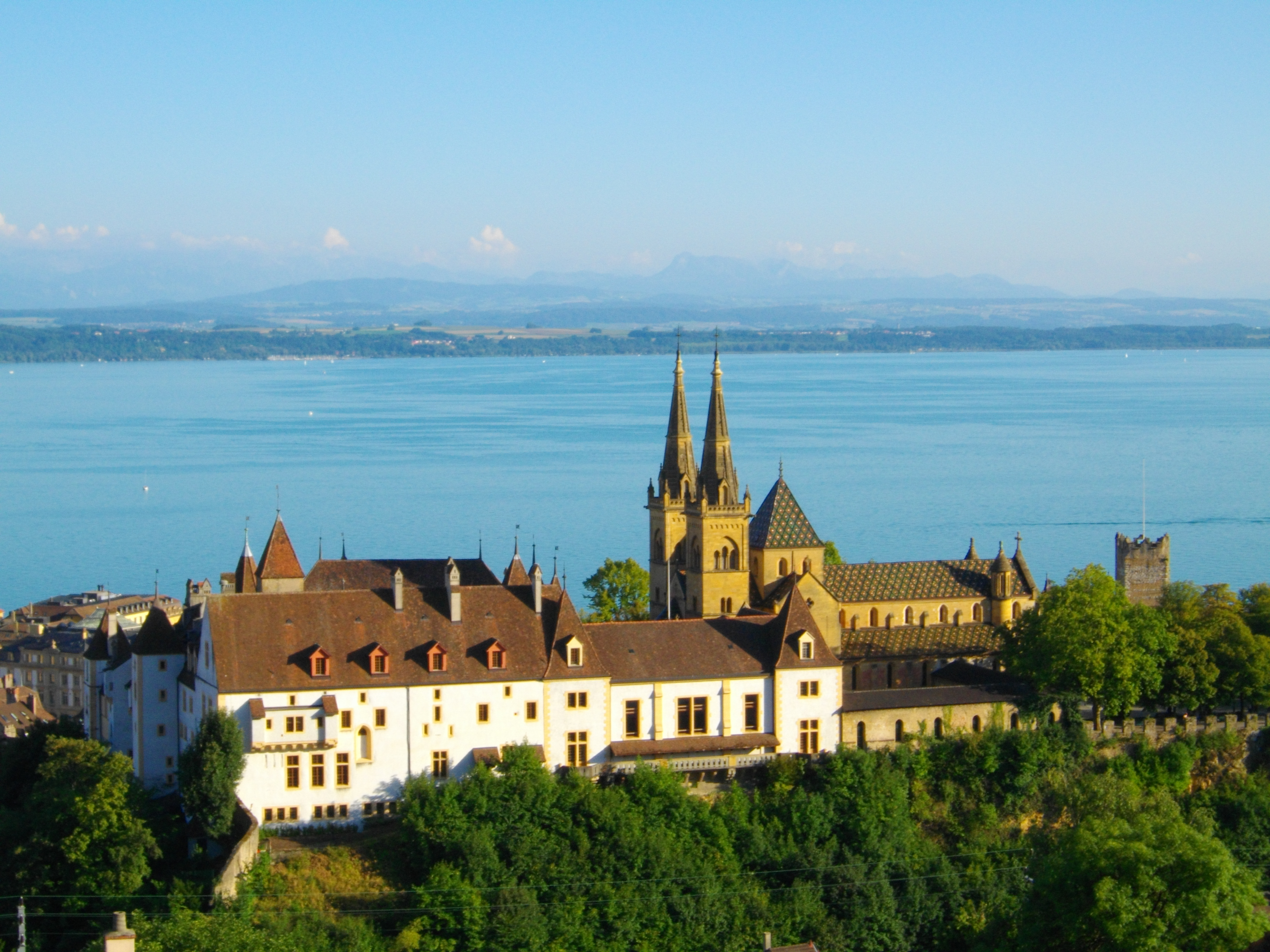
O castelo de Neuchâtel, que deu o nome à cidade.

Em 1034, o imperador Conrado II confiou o território a Ulrich von Fenis (que se passou a chamar Ulrich de Neuchâtel) convertendo-o no Condado de Neuchâtel. O objectivo era impedir o avanço de Rodolfo III da Borgonha, inimigo do imperador. Em 1046, a doação do condado foi confirmada pelo novo imperador Henrique III, o Negro.
A cidade de Neuchâtel, que fora destruída durante os confrontos de 1033 foi então, reconstruída. O condado começou a desenvolver-se e a expandir-se e, em 1374, todas as terras que formam o atual cantão de Neuchâtel tinham sido incorporadas no condado.
Em 1395, a última representante da família de Ulrich, Isabel de Neuchâtel, faleceu sem herdeiros e, por testamento, nomeou como sucessor Conrado IV de Friburgo. É neste período que tem origem as relações com os estados vizinhos que começavam a integrar a antiga Confederação Suíça: primeiro, com a união pessoal com Friburgo e, depois, com a aliança de 1406 com Berna, um dos mais poderosos cantões da região.
O filho de Conrado IV, João de Friburgo, vem a falecer sem herdeiros em 1457, o que originaria uma crise sucessória. Da disputa entre o príncipe de Orange Luís de Chalon (cunhado de João) e Rodolfo IV de Hachberg-Sausenberg, da Casa de Baden (parente de João), este último impôs-se como novo conde de Neuchâtel. O seu filho, Filipe de Hachberg-Sausenberg, casou-se com Maria de Saboia, neta materna de Luís XI de França, aliança que permitiu alcançar um largo período de estabilidade.

### Governo dos Orleães-Longueville

Escudo da Casa de Orleães-Longueville.

Em 1503, com a morte de Filipe, sucedeu-lhe a sua filha, Joana de Hochberg. No ano seguinte, casou com Luís I de Orleães-Longueville, que passou a governar conjuntamente com a mulher. Neuchâtel entrou, assim, em união dinástica com o condado francês de Longueville, domínio de um ramo bastardo da casa real francesa, os Orleães-Longuevile.
Mas, dada a oposição entre os cantões aliados suíços e o reino de França, a Confederação invadiu e ocupou Neuchâtel em 1506 sob a direção de Berna. Luís I veio a morrer em 1516. Em 1529 os confederados retiraram-se de Neuchâtel mantendo uma forte influência no condado durante as décadas seguintes. Joana administrou o Condado até à sua morte, em 1543, ano em que foi sucedida pelo seu neto, Francisco III de Orleães-Longueville, com 8 anos de idade.
A 7 de dezembro de 1584, o senhorio vizinho de Valangin (que fora governado por um ramo da Casa de Neuchâtel) encontrava-se sob um grave conflito sucessório e teve que jurar fidelidade à regente de Neuchâtel, Maria de Bourbon, Condessa de Saint-Pol, sendo, então, incorporado definitivamente no condado.

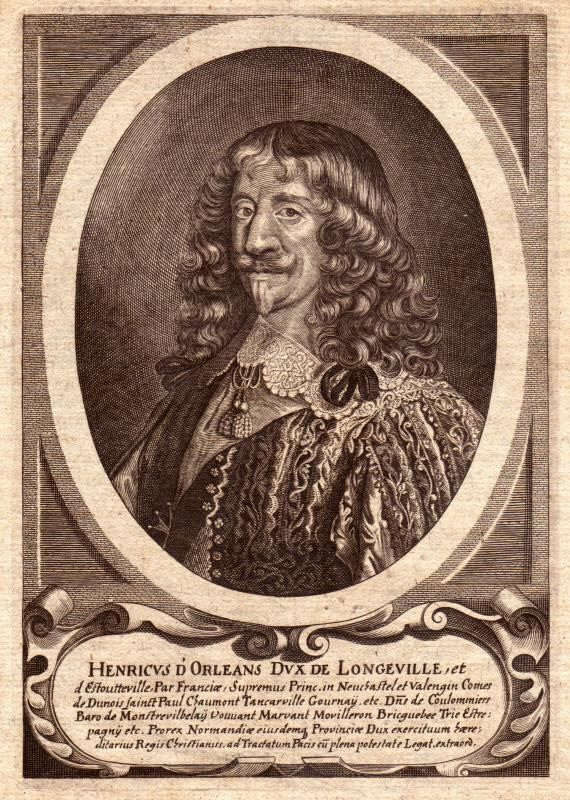
Henrique II de Orleães-Longueville

Mas foi no reinado de Henrique II de Orleães-Longueville que a dinastia se afirmou: em 1601, apenas com um ano de idade, iniciou o governo sob regência da sua  mãe e da sua avó até 1617, ano em que atingiu  maioridade e passou a governar sózinho. Henrique II manteve grande influência nas políticas continentais, sendo governador das províncias francesas da Picardia e Normandia, figura importante da época da Fronda e foi um dos principais negociadores da Paz de Vestfália, em 1648. Este tratado, garantiu a independência formal do seu estado de Neuchâtel face à Confederação Suíça (com quem mantinha fortes relações), elevando-o de Condado ao grau de Principado Soberano.
A Reforma Protestante, que fora introduzida pelo pregador francês Guillaume Farel em 1530, foi permitida oficialmente durante o reinado de Henrique II; a nova religião dos habitantes de Neuchâtel aproximá-los-ia mais aos vizinhos cantões Suíços e aos territórios alemães que à católica França.
Em 1663, com a morte de Henrique II, os problemas sucessórios continuaram. Os seus sucessores (filhos do seu segundo matrimónio com Ana Genoveva de Bourbon) ainda eram menores, pelo que a mãe atuou como regente. Esta regência foi contestada pela filha mais velha (do primeiro casamento) do duque, Maria Ana de Orleães-Longueville, também conhecida por Maria de Nemours, mas o Tribunal dos Três Estados manteve a regência de Ana Genoveva. Sucessivamente, os dois filhos (João Luís e Carlos Paris) governaram como príncipes sob regência da mãe.
Ao morrer, em 1694, João Luís de Orleães-Longueville, deixou por testamento o Principado de Neuchâtel ao seu primo materno Francisco Luís, Príncipe de Conti, sucessão logo contestada pela meia-irmã de João Luís, Maria de Nemours. O Tribunal dos Três Estados decidiu a favor de Francisco Luis mas, dado o forte apoio do povo de Neuchâtel, que temiam a anexação francesa caso o Príncipe de Conti fosse escolhido, Maria de Nemours tornou-se princesa de Neuchâtel, cargo que ocupou até à sua morte, em 1707.

### Governo prussiano e dominação napoleónica

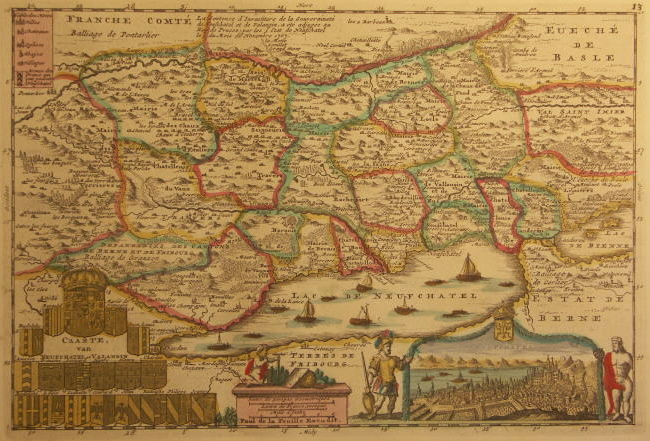
Mapa de Neuchâtel em 1737, durante o governo prussiano.

A morte de Maria gerou um novo vazio dinástico. Para evitar reeditar anteriores problemas, o Conselho de Estado de Neuchâtel decidiu eleger uma nova dinastia. Com o objetivo de afastar a influência francesa, de manter a autonomia e eliminar a pressão sobre os protestantes, a coroa foi entregue ao rei Frederico I da Prússia. Assim, a casa de Hohenzollern, que reinava no distante norte da Alemanha e tinha religião protestante, implementou uma união pessoal com o principado de Neuchâtel. Dada a distância, o rei prussiano nomeou um governador que atuaria em seu nome, mantendo as instituições próprias do principado.

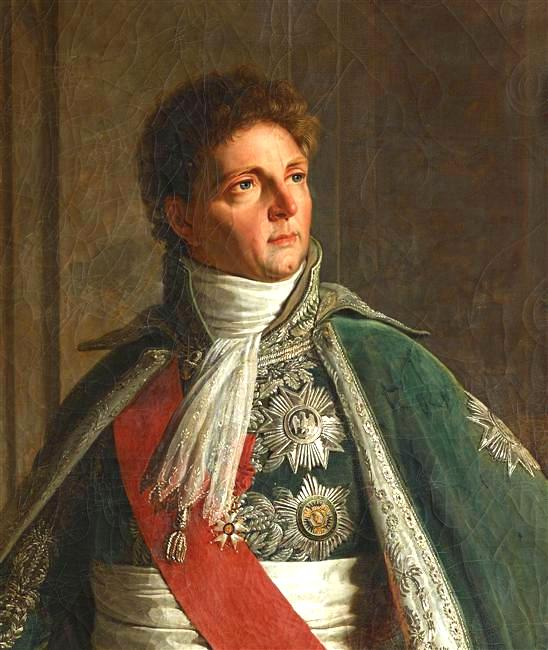
Louis Alexandre Berthier, chefe-maior do Exército francês, nomeado Príncipe de Neuchâtel por Napoleão.

O governo prussiano durou quase um século, período em que floresceu o comércio e a cultura. Mas as Guerras napoleónicas interromperiam este processo e, a 15 de dezembro de 1805, pelo Tratado de Schönbrunn, Napoleão Bonaparte depôs Frederico Guilherme III da Prússia em Neuchâtel, nomeando o seu marechal Louis Alexandre Berthier como novo príncipe. A diferença para outros estados satélites foi que Berthier assumiu-se como príncipe soberano com direitos hereditários e, como se manteve afastado do território, delegou os seus poderes em François-Victor Lesperut. As tropas de Neuchâtel incorporadas no Grande Armée napoleónico ficaram conhecidas por Canários pela côr amarela dos seus uniformes.

### Integração na Suíca
Após a derrota de Napoleão, o Congresso de Viena (1814) confirmou a independência da Confederação Suíça (que fora substituída pela república irmã, designada por República Helvética) e a incorporação de Neuchâtel nesta, se bem que mantendo a união pessoal da  Prússia com o principado.
Assim, Neuchâtel ficou numa situação especial dentro de Suíça, sendo o único cantão monárquico. As influências republicanas dos cantões vizinhos e a Revolução de Julho em França, originaram um conflito em Neuchâtel entre pró-prussianos e pró-republicanos. Estes últimos, no âmbito das revoluções de 1848, protagonizaram um golpe de Estado e estabeleceram um governo provisório, que alterou a bandeira por uma tricolor verde-branca-vermelha com a cruz suíça no extremo superior direito. Ness mesmo ano, a Suíça estabeleceu uma nova constituição que a converteu numa federação, com Neuchâtel como membro de pleno direito.
O rei Frederico Guilherme IV da Prússia respondeu com uma contra-revolução em 1856 que deu início à clamada Crise de Neuchâtel. O conflito esteve a passos de iniciar uma guerra civil em Neuchâtel que envolveria a Suíça e a Prússia, até que finalmente o rei decidiu renunciar à sua pretensão em 1857.

## Soberanos

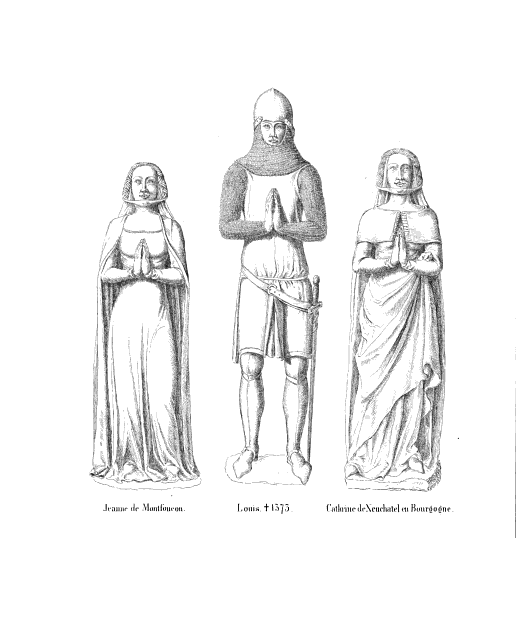
Desenho da estátua da tumba de Luís I de Neuchâtel (ao centro) junto a Joana de Monfalcone (esquerda) e Catarina de Neuchâtel-Urtières (direita)

### Casa de Neuchâtel (1034-1395)
- 1040-1070 : Ulrico I de Neuchâtel
- 1070-1144 : Mangold I de Neuchâtel, filho do anterior.
- 1144-1148 : Rodolfo I de Neuchâtel, filho do anterior.
- 1148-1191 : Ulrico II de Neuchâtel, filho do anterior.
- 1191-1196 : Rodolfo II de Neuchâtel, filho do anterior.
- 1191-1225 : Ulrico III de Neuchâtel, irmão do anterior.
- 1196-1259 : Bertoldo I de Neuchâtel, filho de Rodolfo II.
- 1259-1263 : Rodolfo III de Neuchâtel, filho do anterior.
- 1263-1278 : Ulrico IV de Neuchâtel, filho do anterior.
- 1263-1283 : Henrique de Neuchâtel, filho do anterior.
- 1283-1288 : Amadeu I de Neuchâtel, irmão do anterior.
- 1288-1343 : Rodolfo IV de Neuchâtel, filho do anterior.
- 1343-1373 : Luís I de Neuchâtel, filho do anterior.
- 1373-1395 : Isabel de Neuchâtel, filha do anterior.

### Casa de Friburgo (1395-1457)
- 1395-1424 : Conrado IV de Friburgo, filho de Egon III de Friburgo e de Varenne de Neuchâtel, filha de Luis I de Neuchâtel
- 1424-1457 : João de Friburgo, filho do anterior.

### Casa de Baden-Hachberg-Sausenberg (1457-1504)
- 1458-1487 : Rodolfo IV de Hachberg-Sausenberg, parente de João de Friburgo.
- 1487-1503 : Filipe de Hachberg-Sausenberg[8], filho do anterior.
- 1503-1504 : Joana de Hochberg, filha do anterior.

### Casa de Orleães-Longueville (1504-1707)
- 1504-1516 : Luís I de Orleães-Longueville conjuntamente com a mulher, Joana de Hochberg.
- 1516-1543 : Joana de Hochberg, sozinha.
- 1543-1551 : Francisco III de Orleães-Longueville, neto da anterior
- 1551-1557 : Crise sucessória, disputa entre 2 primos do anterior: Léonor de Orleães-Longueville e Jaime de Saboia-Nemours
- 1557-1573 : Léonor de Orleães-Longueville, único conde soberano
- 1573-1595 : Henrique I de Orleães-Longueville, filho do anterior
- 1595-1663 : Henrique II de Orleães-Longueville, filho do anterior, 1.º Príncipe Soberano
- 1663-1668 : João Luís de Orleães-Longueville e Carlos Paris de Orleães-Longueville, conjuntamente, filhos do anterior, sob regência da mãe Ana Genoveva de Bourbon
- 1668-1672 : Carlos Paris de Orleães-Longueville
- 1672-1674 : Interregno – disputa pela regência entre Maria de Nemours (meia-irmã do anterior) e Ana Genoveva de Bourbon (mãe do anterior), resolvida a favor desta última pelo Tribunal dos Três Estados
- 1674-1694 : João Luís de Orleães-Longueville,
  - 1674-1679 : sob regência da sua mãe, Ana Genoveva de Bourbon
  - 1679-1682 : sob regência da sua meia-irmã, Maria de Nemours
  - 1682-1694 : sob regência do tio materno, o príncipe de Condé, Luís III de Bourbon-Condé.
- 1694-1707 : Maria de Nemours, filha de Henrique II.

### Casa de Hohenzollern (1707-1857)
- 1707-1713 : Frederico I da Prússia, filho do anterior.
- 1713-1740 : Frederico Guilherme I da Prússia, filho do anterior.
- 1740-1786 : Frederico II da Prússia, filho do anterior.
- 1786-1797 : Frederico Guilherme II da Prússia, sobrinho do anterior.
- 1797-1805 : Frederico Guilherme III da Prússia, filho do anterior.
  - 1806-1815 : interregno Napoleónico: Louis Alexandre Berthier, Príncipe.
- 1815-1840 : Frederico Guilherme III da Prússia.
- 1840-1848 : Frederico Guilherme IV da Prússia (renuncia oficialmente em 1857).